# さわやか信州号
さわやか信州号（さわやかしんしゅうごう）は、アルピコ交通・京王バス・東急バスが季節運行する路線バスである。登山客向けに、大都市と登山口を直接結んでいる。
2012年まではアルピコ交通の貸切バス部門（アルピコハイランドバス）が企画・運行するツアーバス（募集型企画旅行）の形態で催行していたが、2013年の運行分から運行形態を高速乗合バス（路線バス）として運行することになり、コースや経由地の変更が行われた。同時に、新宿 - 安曇野・白馬線については中央高速バスの一系統に組み込まれることになり、中央高速バスを主導する京王電鉄バスグループの京王バスとの共同運行に移行した。

## 運行コース
いずれも上高地・安曇野・白馬エリアのみの乗降は出来ない。

### 2016年度以降のコース
新宿 - 上高地線
バスタ新宿 - 中央道日野(新宿行きのみ停車) - 新島々バスターミナル - 安曇支所前 - さわんど車庫前 - 中の湯 - 大正池 - 上高地帝国ホテル前 - 上高地（上高地バスターミナル）
- 上高地発はさわんど車庫前・新島々のみ停車。
- ツアーバス時代は新宿駅西口(都庁大型バス駐車場)発着だった。また、横浜駅東口発新宿経由の便もあった。
- スタンダードカーの続行便には京王バスが入ることもある。
- 2015年よりアルピコ交通東京営業所の分社化に伴いアルピコ交通東京へ移管。
- 2021年10月よりアルピコ交通東京がアルピコ交通に吸収合併されアルピコ交通の運行に戻る。
- 2023年4月より早朝便の運用が京王バスとなる。
- 2024年4月からは早朝便が3列シートの設定となった為、再びアルピコ交通の担当となった。

東京駅 - 上高地線
東京駅（発車：八重洲南口、降車：日本橋口） - 新島々バスターミナル - 安曇支所前 - さわんど車庫前 - 中の湯 - 大正池 - 帝国ホテル前 - 上高地（上高地バスターミナル）
- 上高地発はさわんど車庫前・新島々のみ停車。

渋谷・二子玉川 - 上高地線
渋谷駅（渋谷マークシティ）・二子玉川駅（二子玉川ライズ・楽天クリムゾンハウス） - 新島々バスターミナル - 安曇支所前 - さわんど車庫前 - 中の湯 - 大正池 - 帝国ホテル前 - 上高地（上高地バスターミナル）
- 2016年7月29日運行開始。東急バス、京王バスと共同運行。
- 上高地発はさわんど車庫前・新島々のみ停車。
- 2024年運行分より東急トランセ運行便を東急バスが継承（東急トランセが東急バスに吸収合併された事に伴う）。アルピコ交通は担当から外れ、東急バスと京王バスの2社での運行となった。

大宮・川越 - 上高地線
大宮駅西口 - 川越駅西口 - 新島々バスターミナル - 安曇支所前 - さわんど車庫前 - 中の湯 - 大正池 - 帝国ホテル前 - 上高地（上高地バスターミナル）
- 2015年7月17日運行開始。アルピコ交通東京が運行。
- 2021年度は運休とし、以降運行なし。
- 2021年12月1日よりアルピコ交通東京がアルピコ交通に吸収合併されアルピコ交通の運行となる。

新宿 - 安曇野・白馬線
バスタ新宿 - 中央道三鷹 - 中央道深大寺 - 中央道府中 - 中央道日野 - 中央道八王子 - 安曇野スイス村 - 安曇野穂高 - 安曇野松川 - 信濃大町駅前 - 白馬五竜 - 白馬町（アルピコ交通白馬営業所） - 白馬八方（八方バスターミナル） - 栂池高原
- ツアーバス時代は新宿駅西口発着で安曇野穂高までノンストップであり、白馬エリアの経路も若干異なっていた。

新宿 - 扇沢線
新宿駅西口 - 中央道三鷹 - 中央道深大寺 - 中央道府中 - 中央道日野 - 中央道八王子 - 安曇野スイス村 - 安曇野穂高 - 安曇野松川 - 信濃大町駅前 - 大町温泉郷 - 扇沢
- 2016年より栂池高原行きから扇沢行きを分離したもので、京王バスとアルピコ交通との共同運行。

大阪・京都 - 上高地線
大阪梅田（阪急三番街高速バスターミナル） -新大阪（阪急高速バス新大阪ターミナル） - 京都駅烏丸口（新阪急ホテル前） - 中の湯 - 大正池 - 上高地（上高地バスターミナル）
大阪・京都 - 安曇野・白馬線
大阪梅田（阪急三番街高速バスターミナル） - 新大阪（阪急高速バス新大阪ターミナル） - 京都駅烏丸口（新阪急ホテル前） - 京都深草 - 安曇野穂高 - 信濃大町駅前 - 扇沢駅 - 白馬五竜 - 白馬町（アルピコ交通白馬営業所） - 白馬八方（八方バスターミナル） - 栂池高原

### 2012年までで運行終了したコース
乗鞍高原ルート（東京・横浜発着）
（横浜駅東口） - 新宿駅西口 - 新島々 - 沢渡上 - 乗鞍高原観光センター前 - 乗鞍高原スキー場前
※上高地ルート（現在の新宿 - 上高地線）と乗鞍高原ルートは沢渡上で乗り換えとなることがある。
立山・室堂ルート（東京発着）
新宿駅西口 - 有峰口駅 - 立山駅 - 室堂
立山・室堂ルート（大阪・京都発着）
（大阪梅田/大阪駅） - JR京都駅 - 有峰口駅 - （立山駅） - 弥陀ヶ原 - 室堂

## リンク
- アルピコ交通 さわやか信州号